# Die blauen Nasen
Die russische Künstlergruppe Die blauen Nasen (russisch Синие носы/ Sinije nossy) wurde von den aus Sibirien stammenden Künstlern Alexander Schaburow (* 1962) und Wjatscheslaw Misin (* 1965) während einer Silvesterfeier 1999 in Moskau gegründet. In den ersten Arbeiten machten sie sich über das Klischee des russischen Künstlers als „angetrunkenem Menschen mit einer Mütze über den Ohren, einem Beil in der einen Hand und einem Pinsel in der anderen“ lustig.

## Mitglieder der Künstlergruppe
Die Mitglieder sind:
- Dmitry Bulnigin
- Wjatscheslaw Misin
- Alexander Schaburow
- Konstantin Skotnikow
- Maxim Zonow

## Geschichte von „Die blauen Nasen“
Die blauen Nasen parodieren mit Vorliebe die „Dreifaltigkeit der heutigen russischen Gesellschaft“ – bestehend aus Kreml, Kunst und Kirche. Ihre teils absurden Inszenierungen mit beißendem Spott gegen Kirche und Regierung werden von der russisch-orthodoxen Kirche und den russischen Behörden immer wieder behindert, gerade weil ihre Kunst „von allen verstanden werden soll, nicht nur von dem kleinen Kreis innerhalb der Kunstszene.“
So soll der russische Zoll zuletzt 2007 sechs Bilder der sibirischen Künstlergruppe zurückbehalten haben, welche in der Ausstellung „Learning from Moscow“ der Städtischen Galerie Dresden gezeigt werden sollten. Der Zoll dementierte diese Nachricht jedoch mit der Behauptung, bei der verantwortlichen Moskauer Zolldienststelle sei überhaupt kein Antrag für die Ausfuhr der betreffenden Bilder gestellt worden.